# Amedeo Armentano
Amedeo Armentano (6 februari 1886 – 14 september 1966) was een Italiaans esotericus, nationalist en muzikant. Armentano was, samen met Arturo Reghini, een van de belangrijkste grondleggers van het neopaganisme uit het twintigste-eeuwse Italië.

## Levensloop
Armentano werd te Scalea geboren op 6 februari 1886. Op negentienjarige leeftijd verhuisde hij naar Florence om daar klassieke viool te studeren aan het Koninklijke Muziekinstituut (Regio Istituto Musicale). 
In 1907 werd hij in de vrijmetselarij ingewijd. In hetzelfde jaar ontmoette hij Arturo Reghini en begon hij met hem te werken aan een hervorming van de vrijmetselarij. Ze wilde het genootschap een meer pythagorische in plaats van joods-christelijke connotatie geven.
Hij kocht een zestiende-eeuws kasteel, de toren van Talao, waar hij elke zomer met een groep gelijksgestemde occulte rituelen beoefende.
Armentano overleed op 14 september 1966.

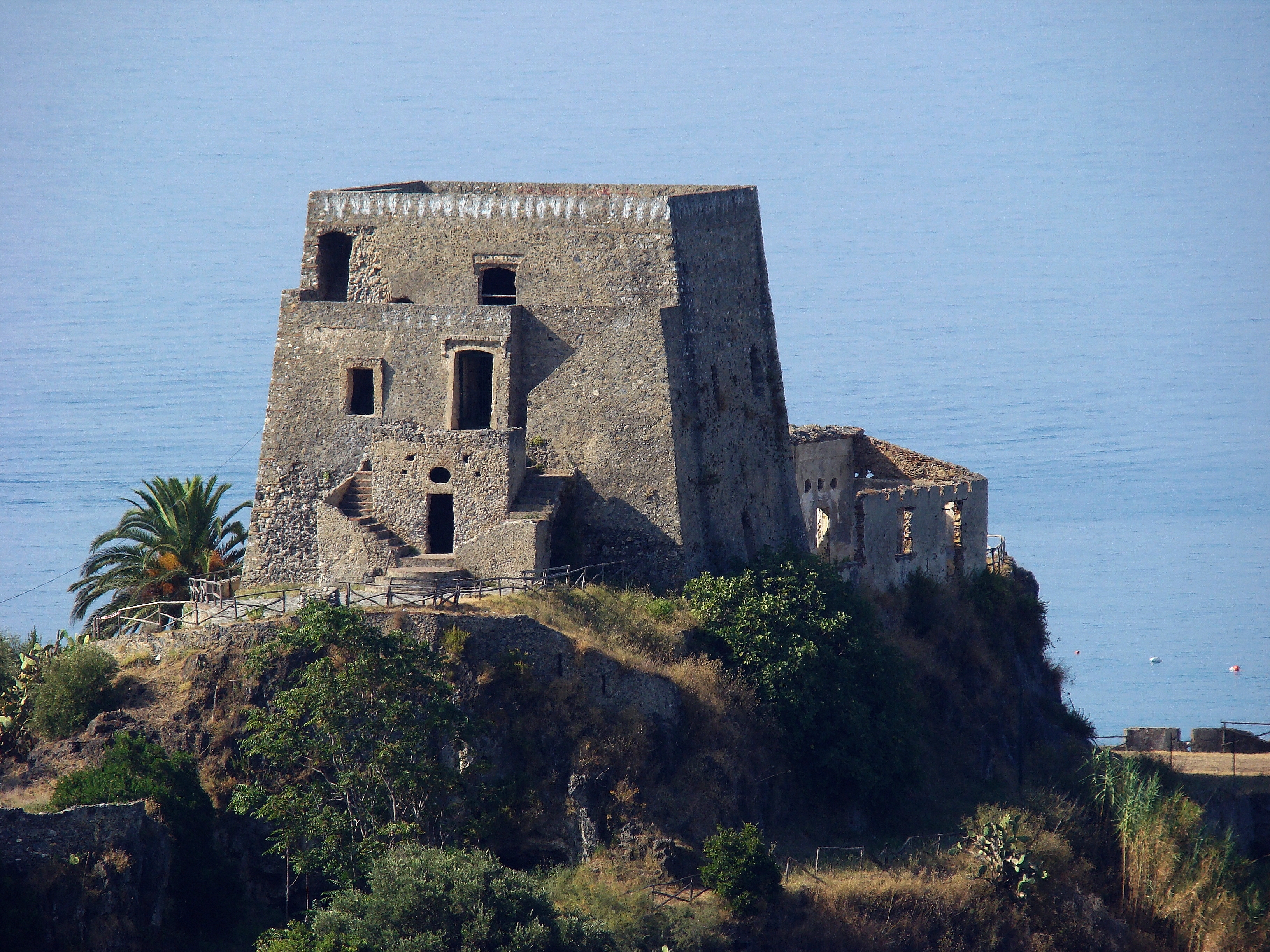
De toren van Talao, die Armentano bezat.